# 伊利 (劍橋郡)
伊利，英國英格蘭東劍橋郡的城市、民政教區，位於劍橋市東北偏北約14英里（23公里），為英格蘭第三小城市（僅次於薩默塞特郡韋歐斯市及大倫敦倫敦市）及英國第六小城市（亦僅次於威爾士聖戴維茲市、班戈市和北愛爾蘭阿馬市），歷史可溯自600年代。該城位於大烏茲河西岸，970年始建，本屬於本篤會隱修院的伊利大教堂是伊利最著名的風景及旅遊景點。
當地的主要經濟來源是農業。在沼澤地消退之前，採收蒿柳（柳樹）和莎草以及泥炭的開採成為當時的主要活動，同時也有捕撈鰻魚和打獵野禽等相關活動 ，因此研判此新生地的名稱來源可能源自於此 ( "eel" ) 。700多年來，這座城市一直是劍橋郡陶器生產的中心，其中也生產被稱為"Babylon ware"的陶器。
在羅馬帝國統治時期，有一條名為「阿克曼街」的主要道路貫穿城市; 其南端盡頭連接維姆波爾維姆波爾的榆樹街
，而它的北端盡頭則連接布蘭克斯特。雖然附近有羅馬帝國時期遺留下來的殖民地，如 Little Thetford 和 Stretham，但羅馬人在伊利佔領的直接證據很少。在伊利和劍橋之間存有一條始建於1753年的長途公車路線，並在1769年開始收費，因而得到了改善。現今的 A10線 就是與這條路線有關 ; 整個西南繞城路線於1986年完工。位於芬河線上的伊利火車站(建於1845年)，現在成為了鐵路樞紐，北至金斯林(King's Lynn)，西北至彼得伯勒(Peterborough)，東至諾維奇(Norwich)，東南至伊普斯威奇(Ipswich)，南到劍橋和倫敦。

## 人口概況
根據西元1086年出版的《末日審判書》的調查顯示，當時有110戶主要是農戶。 1251年，一項調查顯示，雖然城鎮興起，讓總家庭數增至345戶，但當地的農戶數仍占總戶數的比例最高。在1416年的調查中，該市有457間住宅，且當時許多街道的安排和設置被沿用至今。 1563年有800戶家庭，到1753年人口被記錄為3,000人。
| 伊利的歷史人口變化       |       |       |       |       |       |       |       |        |        |        |        |
| 年份                     | 1801  | 1811  | 1821  | 1831  | 1841  | 1851  | 1861  | 1871   | 1881   | 1891   | 1901   |
| 人口數                   | 3,948 | 4,249 | 5,079 | 6,189 | 6,849 | 7,632 | 7,982 | 8,166  | 8,171  | 8,017  | 7,803  |
| 年份                     | 1911  | 1921  | 1931  | 1941  | 1951  | 1961  | 1971  | 1981   | 1991   | 2001   | 2011   |
| 人口數                   | 7,917 | 7,690 | 8,381 | [ i ] | 9,988 | 9,803 | 9,966 | 10,392 | 11,291 | 15,102 | 20,256 |
| 人口普查: 1801–2001 2011 |       |       |       |       |       |       |       |        |        |        |        |